# Automorf L-funktion
Automorf {\displaystyle L}-funktion, inom matematiken en funktion {\displaystyle L(s,\pi ,r)} av en komplex variabel {\displaystyle s} associerad med en automorf form {\displaystyle \pi } av en reduktiv grupp {\displaystyle G} över en global kropp, och en ändligdimensionell komplex representation {\displaystyle r} av Langlands duala grupp {\displaystyle ^{L}G} av {\displaystyle G}. Den automorfa {\displaystyle L}-funktionen generaliserar Dirichlets L-funktion av en Dirichletkaraktär och Mellintransformationen av en modulär form. Den introducerades av Langlands (1967, 1970, 1971).
Borel (1979) och Arthur & Gelbart (1991) gav översikter av automorfa {\displaystyle L}-funktioner.

## Egenskaper
Automorfa {\displaystyle L}-funktioner antas ha följande egenskaper (som har bevisats i vissa fall, men som i andra fall fortfarande är förmodanden).
{\displaystyle L}-funktionen {\displaystyle L(s,\pi ,r)} är en produkt över {\displaystyle v} i {\displaystyle F} av lokala {\displaystyle L}-funktioner.
{\displaystyle L(s,\pi ,r)=\prod _{v}L(s,\pi _{v},r_{v})}
Här är den automorfa representationen  {\displaystyle \pi =\otimes \pi _{v}} en tensorprodukt av representationer {\displaystyle \pi _{v}} av lokala grupper.
{\displaystyle L}-funktionen förväntas ha en analytisk fortsättning i form av en meromorf funktion av alla komplexa s, samt satisfiera en funktionalekvation
{\displaystyle L(s,\pi ,r)=\epsilon (s,\pi ,r)L(1-s,\pi ,r^{\lor })}
där faktorn {\displaystyle \epsilon (s,\pi ,r)} är en produkt av "lokala konstanter"
{\displaystyle \epsilon (s,\pi ,r)=\prod _{v}\epsilon (s,\pi _{v},r_{v},\psi _{v})}
vilka nästan alla är 1.